# زندگیم را شرط می‌بندم
«زندگیم را شرط می‌بندم» تک‌آهنگی از ایمجین دراگونز است که در ۲۷ اکتبر ۲۰۱۴ منتشر شد. این تک‌آهنگ در آلبوم دود + آینه‌ها (آلبوم ایمجین دراگونز) قرار داشت.
این تک‌آهنگ در چارت بلژیک جزو ده ترانه اول قرار گرفت.